# Lei è la mia follia
Lei è la mia follia è un film televisivo del 2017, diretto da Colin Theys.

## Trama
Nel giorno del suo diciottesimo compleanno, Laura Wilcox viene attaccata da uno squalo ma viene salvata in tempo da Bruce, bel ragazzo appena tornato a casa dal college. Mentre Laura cerca pian piano di riprendersi dallo shock subito e dalla perdita del fidanzato, morto nell'aggressione, Bruce inizia pian piano ad innamorarsi di lei fino al punto che la sua diventa una pericolosa ossessione.

## Sequels
Visto il successo del film, il regista ne ha girato due sequel: Lei è la mia pazzia (2020) e Lei è sempre la mia follia (2021).